# پل پیچ
پل پیچ (آلمانی: Paul Pietsch؛ زادهٔ ۲۰ ژوئن ۱۹۱۱ در فرایبورگ، درگذشتهٔ ۳۱ مهٔ ۲۰۱۲ در تیتیزی-نیواشتات) رانندهٔ مسابقات اتومبیل‌رانی اهل آلمان بود که از فصل ۱۹۵۰ تا ۱۹۵۲ در مجموع در سه گراند پری از مسابقات جهانی فرمول یک شرکت کرد، اما موفق به کسب هیچ امتیازی نشد.
پیچ در ۳۱ مهٔ ۲۰۱۲ بر اثر سینه‌پهلو در تیتیزی-نیواشتات درگذشت.